# OTB Open 1988
OTB Open 1988 - чоловічий і жіночий тенісний турнір, що проходив на відкритих кортах з твердим покриттям у Скенектаді (США). Належав до Nabisco Grand Prix 1988 і турнірів 1-ї категорії Туру WTA 1988. Турнір відбувся вдруге і тривав з 18 липня до 24 липня 1988 року.

## Фінальна частина

### Одиночний розряд, чоловіки
Тім Майотт —  Йохан Крік 5–7, 6–3, 6–2
- Для Майотта це був 2-й титул за сезон і 10-й - за кар'єру.

### Одиночний розряд, жінки
Гретхен Магерс —  Террі Фелпс 7–6, 6–4
- Для Магерс це був єдиний титул за сезон і 2-й - за кар'єру.

### Парний розряд, чоловіки
Александр Мронц /  Грег Ван Ембург —  Пол Еннекон /  Патрік Макінрой 6–3, 6–7, 7–5
- Для Мронца це був єдиний титул за сезон і 1-й — за кар'єру. Для Ван Ембурга це був єдиний титул за сезон і 1-й — за кар'єру.

### Парний розряд, жінки
Енн Гендрікссон /  Джулі Річардсон —  Лі Антонопліс /  Кеммі Макгрегор 6–3, 3–6, 7–5
- Для Гендрікссон це був 3-й титул за сезон і 3-й — за кар'єру. Для Річардсон це був єдиний титул за сезон і 5-й — за кар'єру.